# Lassâad Hanini
Lassâad Hanini (2 maggio 1971) è un ex calciatore tunisino, di ruolo difensore.

## Carriera

### Club
Ha sempre giocato nel campionato tunisino.

### Nazionale
Con la maglia della Nazionale ha collezionato 13 presenze.